# Скінченне розширення
Скінченне розширення — розширення поля {\displaystyle L/K}, таке, що L є скінченновимірним над K як векторний простір.
Розмірність векторного простору L над K називається степенем розширення і позначається [L:K].

## Властивості
- Скінченне розширення завжди є алгебраїчним розширенням.

Справді, нехай [L:K]=n, тоді для будь-якого елементу α ∈ L, n+1 елементів: 1,α,α2...αn не можуть бути лінійно незалежними, тому існує многочлен над K степеня не більше n, такий, що α є його коренем.
- Просте розширення поля L=K(α)  є скінченним тоді і тільки тоді коли α є алгебричним елементом над полем K. Якщо мінімальний многочлен елемента α над полем K має степінь n, то [E:K]=n. Згідно теореми про первісний елемент навпаки кожне скінченне сепарабельне розширення поля {\displaystyle L/K} є простим, тобто існує елемент α ∈ L, такий що L=K(α).

- У послідовності полів K ⊆ L ⊆ F, поле F є скінченним розширенням над K тоді і тільки тоді, коли F є скінченним розширенням над L та L є скінченним розширенням над K.

Це випливає з властивостей векторних просторів. В цьому випадку якщо e1...en — базис L над K, та f1...fm — базис F над L, то f1e1 f1e2,... f1en, f2e1,...fme1,...fmen — базис F над K, звідси [F:L][L:K]=[F:K].
- Скінченне розширення L є скінченно породженим.

За породжуючі елементи, можна взяти елементи будь-якого базису L=K(e1,...en) . Навпаки, будь-яке скінченно породжене алгебраїчне розширення є скінченним. Справді, K(α1,α2...αn)=K(α1)(α2)...(αn) . Елементи αi будучи алгебраїчними над K залишаються такими і над більшим полем K(α1)...(αi-1). Далі застосовуємо теореми про скінченність простих алгебраїчних розширень і точну послідовність скінченних розширень.